# Сорта хризантемы корейской
| # А Б В Г Д Е Ё Ж З И К Л М Н О П Р С Т У Ф Х Ц Ч Ш Щ Э Ю Я |

## А
- 'Аврора' ('Aurora'). Куст около 70 см высотой, колонновидной формы. Побеги мощные, немногочисленные. Соцветия махровые, верхняя сторона язычковых цветков красная, нижняя жёлтая. Цветёт в сентябре, цветение не обильное[1].
- 'Айса'. Куст шаровидный, около 50 см высотой, корзинки абрикосово-розового цвета, около 5 см в диаметре; цветение в августе.
- 'Академик Жирмунский' Недолужко А. И., оригинатор: ГУ Ботанический сад-институт ДВО РАН, 2003. Растение высотой 75 см, полураскидистое. Облиствённость сильная. Листья тёмно-зелёные. Цветоносы очень прочные. Среднее число соцветий на одно растение 200 шт. Соцветия средней плотности, расположены на поверхности куста, махровые, 10 см в диаметре, молочно-белой окраски. Аромат средней. Цветение позднее, продолжительностью 15 дней. По данным заявителя, сорт срезочный, устойчив к болезням и вредителям[2]. В условиях открытого грунта юго-запада Черноземья отличается слабой зимостойкостью[3].
- 'Александра'
- 'Александрит' ГБС РАН. Класс плоских. Группа махровых. Высота куста 35-40 см. Куст компактный при верхней обрезке яйцевидно овальной формы. Соцветия махровые, до полумахровых, темнее к центру, светлее к периферии, желтовато-розовое, окраска переходная от белой. Диаметр соцветий 4,5—5 см. Листья тёмно-зелёные. Зацветает в середине — конце августа. Требует прищипки. Зимует с лёгким укрытием. Продолжительность цветения в сухую солнечную теплую погоду 26-28 дней, в пасмурную дождливую до 45-46 дней. При неблагоприятных погодных условиях дружного обильного цветения не наблюдается, и кусты становятся более рыхлыми и раскидистыми. В защищённом грунте поражается серой гнилью, а при повышенной влажности и повышенной температуре при наличии избытка азота в почве — мучнистой росой. В открытом грунте более устойчив к болезням. Сочетается со многими видами декоративных в конце лета и осенью травянистых растений, как многолетних, так и однолетних (астры, хоста, кохия, мелколепестник, каллистефус, рудбекия, тагетес, гортензия), и кустарников[4]. Зимостойкость высокая[5].
- 'Ален'. Куст прямостоящий, сомкнутый, высотой до 60 см, листья мелкие, соцветия полумахровые, рыхлые, тёмно-красные, расположены в верхней части куста, 4—5 см в диаметре. Цветение с конца сентября до морозов. В отдельные годы наблюдается поражение болезнями. Отрастание корневой поросли хорошее. Рекомендуется использовать для озеленения[6].
- 'Алёнка'. Куст около 70 см высотой, корзинки махровые, розового цвета, около 8 см в диаметре; цветение в сентябре.
- 'Алёнушка'. Под этим «народным» названием распространён сорт 'Вэлли Руф'[1]. Куст компактный до 50 см высотой, листья светло-зелёные, корзинки немахровые, ромашковидные, 5—6 см в диаметре, ярко-розовые; цветёт в сентябре; плодоносит[7].
- 'Альтгольд'. Куст компактный до 60 см высотой; корзинки тёмно-жёлтые, до 5,5 см в диаметре; цветёт в сентябре; не плодоносит[7].
- 'Аметист'. Класс махровых. Группа плоских. Соцветие махровое или полумахровое, плоской округлой формы, переходной бело-лиловой окраски (согласно другому источнику по мере цветения меняют окраску от розово-желтоватых до розово-белых), 5—6 см в диаметре. Диск трубчатых цветков проявляется только иногда при отцветании соцветий. Листва мелкая, почти цельная, степень рассечённости низкая. Куст прямостоячий, компактный, овальной полушаровидной формы, высотой до 55 см. Листья крупные. Соцветия даже в период массового цветения расположены по высоте на разных уровнях. Зацветает в конце августа — начале сентября, согласно другому источнику во второй половине июля. Продолжительность цветения около 30 дней. При отцветании окраска венчиков язычковых цветков тускнеет. Может быть использован на срезку и в смешанных композициях в сочетании с хвойными и декоративными в осенний период кустарниками (например, с можжевельником, туей, барбарисом, отдельными видами спирей, магонией), а также однолетними и многолетними травянистыми, декоративными в осенний период растениями. Отлично сочетается с продолжительно цветущими клематисами и девичьим виноградом[6][8].
- 'Аусма'. Высота куста около 40 см. Куст шаровидный, раскидистый. Цветение продолжительное с середины августа почти до октября. Зимостоек[9].

## Б
- 'Бабье Лето' Недолужко А. И., оригинатор: Ботанический сад-институт ДВО РАН, 1998. Куст высотой 60-70 см, прямостоячий, быстро разрастающийся, сильной облиственностью. Листья тёмно-зелёные, неопушённые. Среднее число соцветий на одно растение 80-90 шт. Соцветия диаметром 8,5 см, полумахровые, средней плотности, оранжевые. Аромат сильный, не выгорает. Цветение позднее, с середины октября. В срезке устойчив, не осыпается. Зимостойкий, засухоустойчивый, жаровыносливый. Рекомендуется для срезки. В связи с очень поздним цветением для его продления рекомендуется временное укрытие полиэтиленовой плёнкой на период первых заморозков, или выращивать в пленочных не отапливаемых теплицах как ранний срезочный сорт[2].
- 'Бекон'. Куст стройный, до 80 см высотой, корзинки махровые, до 6 см в диаметре, каштаново-красные; цветёт в октябре; не плодоносит[7].
- 'Белая корейская'. Куст высокий, раскидистый, соцветия серебристо-белые, до 8 см в диаметре[10].
- 'Белоснежка' ('Belosnezshka'). Куст компактный, 60-70 см высотой, корзинки махровые, плоские, около 6 см в диаметре, белые; не плодоносит[7]. Согласно другому источнику высота куста около 55 см. Цветение обильное с начала сентября до заморозков. К концу цветения венчики язычковых цветков часто приобретают фиолетовый оттенок. Сорт хорошо выглядит в групповых посадках[1].
- 'Бордюрная Жёлтая' Краснова Н. Куст компактный, с тёмно-зелёными листьями, высотой 45—50 см; соцветия ярко-жёлтые, ромашковидной формы, немахровые, диаметром 6—7 см; цветёт с середины августа[11].
- 'Букет' ('Buket'). Высота куста от 80 см. Листья крупные. Соцветие около 8 см в диаметре, махровое, малинового цвета, к концу цветения слегка выгорает. Цветение с конца августа до начала октября. Используется в озеленении и на срезку[1].

## В
- 'Валли Руфф' ('Валли Рифф'). Куст прямостоящий, сомкнутый, разветвлённый, высотой до 55 см, листья мелкие, соцветия махровые, очень плотные, насыщенно-сиреневые, 4,5—5 см в диаметре, цветение с сентября, не очень обильное. Отрастание корневой поросли очень хорошее. Рекомендуется для озеленения[6]. Данный сорт рекомендуется выкапывать перед промерзанием почвы и хранить в холодном (+2 — +6 °C), желательно светлом помещении. При относительную влажности не выше 80 %[7].
- 'Варвара' ГБС РАН. Класс простых Группа полумахровых. Куст прямостоячий, высотой 30 см. Куст компактный и плотный, облиственность почти полная. Листва тёмно-зелёная. Образует прикорневую поросль с осени. Соцветия с несколько отогнутыми от центра к периферии лепестками или плоские, диаметром около 5 см. Язычковые цветки к центру короче, а к периферии длиннее. Окраска лилово-розовая, снизу лепестков белёсая. Соцветия расположены на разной высоте. Зимует с лёгким укрытием. Не выносит длительного застоя воды. Страдает от оттепелей зимой и затяжных дождей весной и осенью. Плохо переносит жару и засуху. Цветёт с конца августа — начала сентября. Теряет декоративность в конце октября. Используется в цветниках при сменном цветочном оформлении. Может применяться для посадки в уличные вазоны, переносные ящики, но не подходит для горшечной культуры в помещениях с температурой выше 12 °C. Хорошо сочетается с другими сортами и многолетниками жёлтых тонов[12].
- 'Вдохновение' Недолужко А. И., оригинатор: ГУ Ботанический сад-институт ДВО РАН, 1997. Среднего срока цветения. Куст высотой 70-80 см, сомкнутый, с сильной облиственностью. Цветонос прочный. Лист средний, кожистый, зелёный. Среднее число соцветий на одно растение 230—290 шт. Соцветие щитковидное, махровое, плоское, рыхлое, диаметром 9-10 см, розовое. Аромат сильный. Не осыпается, не выгорает. Период от начала вегетации до начала цветения 140 дней. Цветение с первой декады октября, продолжительностью 29 дней, обильное. Устойчив к неблагоприятным погодным условиям. Зимостойкий, засухоустойчивый. Рекомендуется для озеленения и срезки[2].
- 'Вечерние Огни'. Класс немахровых. Группа простых. Куст компактной полушаровидной формы, высотой 30-35 см. Соцветие простое однорядное, ромашковидной формы, диаметром 5—6 см. Язычковые цветки (лепестки) — ярко-красные; трубчатые (в середине соцветия образующие диск) — жёлтые. Вокруг диска кольцо, опоясывающее все лепестки — ярко-жёлтого цвета. Цветение дружное обильное, со 2—й декады августа по октябрь. Продолжительность цветения 25—27 дней. Образует достаточное количество прикорневой поросли весной, но лучше размножается черенками. Во время массового цветения образует до 100 соцветий на 1 м2. Пригоден для низких рабаток и бордюров, может использоваться для посадки в вазоны, горшки, ящики. Хорошо сочетается с другими сортами хризантем или сортами и видами травянистых декоративных растений с ромашковидными соцветиями гармонирующей или контрастной окраски (белая, жёлтая, светло-розовая). Фоном для композиций с участием данного сорта могут служить кустарники с красными (боярышник, шиповник) или белыми плодами (снежноягодник)[13]. Зимостойкость очень высокая[5].
- 'Ви Вилли' ('Wi Willy'). Группа махровых. Класс полушаровидных. Кусты шаровидные, низкорослые, высотой 35-37 см, очень плотные и компактные. Листва мелкая ближе к соцветиям и средняя у основания куста. Облиственность почти полная. Соцветия от полушаровидных до помпонных, холодного розового оттенка, диаметром около 3,5 см. На одном растении в период массового цветения до 60-70 соцветий. Зацветает в сентябре. Хорошо переносит пересадку в цветущем состоянии. Продолжительность массового цветения 28-30 дней. В пасмурную дождливую погоду растянуто до 50 дней. Подходит для создания бордюров, рабаток, клумб, выращивания в стационарных и переносных вазонах, может быть использован в каменистых садах, но не на склоне горки. Подходит для парков всех видов, приусадебных участков, городских и сельских общественных садов, больниц, детских учреждений и др. Сочетается с такими декоративными растениями, как мелколепестник, астры, иупаториум, декоративный тысячелистник, очиток видный, низкорослые помпонные сорта георгин, колеус, декоративная капуста, цинерария приморская и хвойных кустарников со светлой салатовой хвоей[14]. Согласно другому источнику, высота растений до 50 см, диаметр соцветий до 5 см, цветение с середины августа[1].
- 'Витчизна' ('Vitchizna'). Куст колонновидный, высота до 75 см. Соцветия махровые, плоские, тёмно-красные, диаметром до 5 см. Листья мелкие, сизоватые. Цветение с середины сентября[1].
- 'Вишнёвый сад'. Срезочный сорт; куст около 70 см высотой, корзинки розового цвета, около 8 см в диаметре; цветение продолжительное в сентябре-октябре. Зимостойкость высокая[5].
- 'Волшебница' Недолужко А. И., оригинатор: ГУ Ботанический сад-институт ДВО РАН, 1997. Среднего срока цветения. Куст высотой 65-75 см, прямостоячий, с сильной облиственностью. Цветонос крепкий. Лист большой, кожистый, зелёный, с серым оттенком. Среднее число соцветий на одно растение 110—150 шт. Соцветие щитковидное, полумахровое, плотное, диаметром 6,5-7 см, лимонно-белое. Аромат слабый. Не осыпается, не выгорает. Период от начала вегетации до начала цветения 148 дней. Цветение со второй декады октября, продолжительностью 17 дней, обильное. Устойчив к неблагоприятным погодным условиям. Зимостойкий. Рекомендуется для озеленения и срезки[2].

## Г
- 'Гебе' — куст компактный, 55—65 см высотой; корзинки однорядные, 5-6 см в диаметре; язычковые цветки сиренево-розовые, трубчатые — жёлтые; цветет с середины октября до морозов; соцветия стойки к низким температурам; не плодоносит[7].
- 'Гномик'. Класс Помпонные. Куст компактный, красивой формы, высотой 40- 45 см. Побеги тонкие, упругие. Листья тёмно-зелёные, мелкие. Соцветия помпонные, тёмно-красные, диаметром до 4 см. Цветет с третьей декады сентября до конца октября, очень обильно. Корневая поросль отрастает отлично[15].
- 'Грёзы'. Класс Помпонные. Куст прямостоячий, высотой 50-60 см. Стебли тёмноокрашенные, прочные. Соцветия дымчато-сиреневые, диаметром 5 см, расположены компактно, равномерно по всему кусту. Прекрасный оформительский сорт[15].

## Д
- 'Дальневосточница' Недолужко А. И., оригинатор: ГУ Ботанический сад-институт ДВО РАН, 1997. Раннего срока цветения. Куст высотой 45-50 см, раскидистый, образует широкую куртину, сильно ветвится, со средней облиственностью. Лист средний, широкий, тёмно-зелёный. Среднее число соцветий на одно растение 215—251 шт. Соцветие щитковидное, по форме помпон, махровое, плотное, диаметром 5 см, сиреневое. Аромат слабый. Не осыпается, не выгорает. Период от начала вегетации до начала цветения 137 дней. Цветение с начала октября, продолжительностью 31 дней, обильное. Устойчив к неблагоприятным погодным условиям. Зимостойкий, засухоустойчивый. Рекомендуется для озеленения и срезки[2].
- 'Дениска' ГБС РАН. Сорт ранний. Соцветия махровые, серебристо-сиреневые, диаметром около 5 см[16].
- 'Джакоб Лэйн' ('Jacob Lane'). Куст около 90 см высотой, нуждается в подвязывании, корзинки красно-оранжевого цвета, около 10 см в диаметре; цветение в октябре-ноябре.
- 'Дитя Солнца'. Класс Полумахровые. Куст прямостоячий, высотой до 70 см, стебли прочные, тёмноокрашенные. Листья крупные, серо-зелёные. Соцветия ярко-желтые, диаметром 6-7 см, скученные в верхней части куста. Цветет с начала октября до морозов. Образует обильную корневую поросль. Используется на срез, для создания высоких бордюров, как вазонная культура[15].
- 'Дочь Розетты' ('Doth Rozetty'). Класс махровых. Группа плоских. Куст полушаровидный, высотой до 60 см, сильно разрастается, соцветия поникающие, тонкие. Куст рыхлый, раскидистый. Во время массового цветения на одном растении формируется до 50 соцветий. Цветёт с конца августа до октября. Соцветия махровые плоские, светло-сиреневые, диаметром до 4—5 см. После пересадки в цветущем состоянии в оранжерею продолжает цвести до ноября. Хорошо сочетается с такими растениями, как астры, флоксы, георгины, рудбекии, гелениум, волжанка, некоторыми сортами астильб, крестовником приморским, очитками, различными видами шиповников, гортензий, боярышником, калиной, хеномелесами, спиреями. В группах может успешно сочетаться с такими сортами хризантем, такими как 'Сяйво', 'Светозар', 'Хрустальная'[6][17]. Согласно другому источнику цветение со второй половины сентября[1].

## Е
- 'Евгения Гранде'. Срезочный сорт. Зимостойкость высокая[5].

## Ж
- 'Жемчужина' — куст сомкнутый, 50—60 см высотой; корзинки полумахровые, 5 см в диаметре, белые; цветёт в июле; плодоносит; отличается высокой зимостойкостью[7].
- 'Жизель' ('Gizel'). Куст шаровидный, высота около 60 см. Соцветия махровые, полушаровидные, диаметром до 7 см. Цветение с середины сентября[1].

## З
- 'Зарница'. Куст прямостоящий, полураскидистый, высотой до 55 см, листья мелкие, соцветия махровые, 3—4 см в диаметре, тёмно-красные (к центру более светлые), цветёт обильно с конца сентября до морозов. Отрастание корневой поросли хорошее. Рекомендуется на срезку и для озеленения[6].
- 'Звездопад'. Куст прямостоящий, раскидистый, высота до 55 см, листья мелкие, соцветия простые, ромашковидные, расположены равномерно по поверхности куста, розово-сиреневые, начало цветения в середине октября. Массовое цветение наблюдается только в теплице. Отрастание корневой поросли хорошее. Рекомендуется для озеленения[6][15].
- 'Звёздная Ночь' Недолужко А. И., оригинатор: ГУ Ботанический сад-институт ДВО РАН, 1997. Позднего срока цветения. Куст высотой 80 см, прямостоячий, с сильной облиственностью. Лист маленький, узкий, тёмно-зелёный. Среднее число соцветий на одно растение 215 шт. Соцветие щитковидное, по форме помпон, махровое, плотное, диаметром 5,5 см, розово-сиреневое. Аромат сильный. Не осыпается, не выгорает. Период от начала вегетации до начала цветения 150 дней. Цветение со второй декады октября, продолжительностью 21 день, обильное. Устойчив к неблагоприятным погодным условиям. Зимостойкий, засухоустойчивый. Рекомендуется для срезки[2]. В условиях открытого грунта юго-запада Черноземья отличается слабой зимостойкостью[3].
- 'Злата'. Класс немахровых. Группа простых. Куст высотой 90-100 см раскидистый рыхлый, в отдельные годы требует подвязки. Листья светло-зелёные, лопастные, средней степени рассечённости, крупнее у основания куста, мельче ближе к верхушке куста (или к соцветиям). Соцветие лучевидное одно — двухрядное, диаметром от 6 см. Окраска яркая, золотисто-жёлтая. Диск диаметром 0,5—0,6 см бледнее окрашен, чем лепестки — язычковые цветки соцветия. Продолжительность цветения от 26 до 50 дней. В сырую, холодную осень поражается различными видами гнилей. Применяется на срезку и для озеленения таких объектов, как приусадебные участки, жилая застройка, парки, сады, скверы. На зиму требует укрытия с предварительным окучиванием кустов перегноем или торфом. Сочетается с такими растениями, как каллистефус, хоста, колеус, мелколепестник, можжевельники, очитки[18].
- 'Злата из Гатчины'. Класс полумахровых. Группа простых. Куст прямостоячий невысокий, до 45 см. Цветет с начала сентября до заморозков, но не позже 25 октября. Далее теряет декоративность. Листва светлая, опушённая. Соцветия плоские, полумахровые светло-жёлтые, холодного лимонного оттенка (сердцевина буровато-красноватая) диаметром до 6 см. Диск просматривается при отцветании соцветия. Язычковые цветки слегка сужены от центра к периферии. Продолжительность цветения от 25 до 30 дней. В условиях Москвы проще размножать черенками, хотя после успешной перезимовки кусты легко возобновляются прикорневой порослью. Посадки нужно обновлять не менее чем через 3 года. Применим в различных видах цветочного оформления, но лучше смотрится в смешанных групповых посадках в сочетании с другими сортами хризантем или однолетних астр ярко-лиловых тонов, а также многими другими декоративными осенью растениями[19].
- 'Золотника'. Группа простых. Класс полумахровых. Куст низкорослый (до 35 см) раскидистый; иногда становится стелющимся. Цветоносы гибкие, но не ломкие. Листья мелкие, у основания куста крупнее. Степень рассечённости края листьев низкая. Соцветие полумахровое плоское ромашковидное, диаметром 2,5—3 см, диск проявляется при отцветании соцветия. Окраска диска золотисто-жёлтая, как и лепестков. Хорошо размножается прикорневой порослью, которую образует в достаточном количестве как весной, так и осенью. Зацветает в начале сентября и в открытом грунте цветет как минимум до середины октября. Хорошо переносит пересадку в цветущем состоянии. Сочетается с кустарниками с тёмноокрашенными листьями и стеблями, хвойными растениями, функией, декоративной капустой, кихией, рудбекией, низкорослыми сортами георгин и астр[20].
- 'Золотая Осень' ('Zolotaja Osen'). Куст сильноветвистый, высотой до 60 см. Соцветия махровые, полушаровидные, жёлтые (кончики цветков тёмно-жёлтые), диаметром до 4,5 см. Цветение с начала сентября. Сорт отличается высокой зимостойкостью. Рекомендуется для смешанных бордюров и групповых посадок[1].
- 'Золотой Орфей'. Данный сорт рекомендуется выкапывать перед промерзанием почвы и хранить в холодном (+2 — +6 °C), желательно светлом помещении. При относительную влажности не выше 80 %[7].
- 'Золотой Рой' Недолужко А. И., оригинатор: ГУ Ботанический сад-институт ДВО РАН, 2000. Хризантема мелкоцветковая. Куст высотой 80-90 см, прямостоячий, с быстрой энергией стеблеобразования и сильной облисвенностью. Листья тёмно-зелёные, неопушённые. Цветонос очень прочный. Среднее число соцветий на одно растение 320 шт. Соцветия расположены на поверхности куста, щитковидной формы, рыхлые, диаметром 8 см, ярко-желтые, не осыпаются. Аромат сильный. Период от начала вегетации до начала цветения 135 дней. Период цветения 25 дней, с начала октября. Цветы устойчивы в срезке. Продуктивность 5-9 шт. По данным заявителя, устойчивость сорта к болезням и вредителям хорошая, зимостойкость средняя. Рекомендуется для срезки и озеленения в Южном Приморье[2].
- 'Золотые Кончики' Краснова Н. — куст сильный, хорошо облиственный, высотой 60—65 см, соцветия полумахровые медно-красной окраски с узкой золотистой каймой на концах язычковых цветков, диаметр соцветий 7—7,5 см; цветёт с середины августа[11].
- 'Золушка' — куст около 70 см высотой, корзинки розового цвета с зелёной серединкой, около 4 см в диаметре; цветение продолжительное, в июле-августе.
- 'Зорька'. Высота куста около 50 см. Соцветия коричнево-жёлтые с медным отливом, диаметром около 6 см. Сорт ранний[21].

## И
- 'Изабель'. Класс полумахровых. Группа простых. Куст прямостоячий, высотой 65—70 см. Требует подвязки к опоре. Листва лопастная тёмно-зелёная, ближе к вершине — треугольно-овальная, а к основанию куста более крупная и по очертаниям повторяет форму листа дуба. Соцветие ромашковидное полумахровое, лилово-розовой окраски, диаметром около 5 см. Цветёт с конца августа до начала октября. В средней полосе России зимует с лёгким укрытием. Продолжительность цветения 30—35 дней. Сорт может применяться как на срез, так и в озеленении. Пригоден для оформления в смешанных композициях с другими сортами хризантем, гармонирующими с ним по форме и окраске соцветий. В миксбордерах и смешанных группах может сочетаться с высокорослыми растениями осеннего цветения (солидаго, осенние астры, георгины), клещевина и клематисами[22]. В Башкорстане цветение с середины июля[6].
- 'Иней'. Класс Анемоновидные. Куст раскидистый, высотой 90-100 см. Стебли тонкие, светлоокрашенные. Листья средних размеров, тёмно-зелёные. Соцветия белые, диаметром 6 см, расположены равномерно по всему кусту. Цветет обильно с середины октября до морозов. Корневая поросль отрастает хорошо. Требует подвязки, так как после сильных ливневых дождей полегает. Прекрасный срезочный поздний сорт[15].

## К
- 'Камелия' — куст около 80 см высотой, корзинки белого цвета, около 5 см в диаметре; цветение в сентябре-октябре.
- 'Кнопа' . Класс Помпонные. Куст компактный, хорошо разрастающийся, подушковидный, высотой 30-35 см. Стебли прочные, тонкие. Листья мелкие, зелёные. Соцветия помпонные, ярко-желтые, диаметром 3 см. Цветет обильно с начала октября до морозов. Отрастание корневой поросли хорошее. Используется в оформлении как бордюрный, горшечный и вазонный сорт[15].
- 'Кореяночка' Краснова Н. Куст прямостоящий, полураскидистый, высотой до 50—65 см, листья мелкие, соцветия расположены в верхней части куста, полумахровые, бронзовые с золотистыми краями язычковых цветков, диаметром 4,5—7 см; цветет обильно с конца июля или со второй половины августа. Отрастание корневой поросли хорошее. Можно использовать для озеленения[6][11]. Зимостойкость высокая[5].
- 'Костёр Дерсу' Недолужко А. И., оригинатор: ГУ Ботанический сад-институт ДВО РАН, 1993. Куст высотой 65-70 см, прямостоячий, слабооблиственный, с прочными цветоносами. Соцветие оранжевое, махровое, плотное, диаметром 7 см. На растении 105—150 соцветий. Цветет с 3 октября в течение 25 дней. Устойчив к септориозу, ржавчине. Универсальный[2].
- 'Красная шапочка' — куст около 80 см высотой, корзинки медно-красного цвета, около 8 см в диаметре, нижняя сторона лепестков жёлто-оранжевая; цветение продолжительное в сентябре-октябре; образует много поросли.
- 'Крепыш' ГБС РАН. Класс помпонных. Группа махровых. Кусты компактные, овально-яйцевидной формы, высотой 27-32 см[23], согласно другому источнику до 60 см[6]. Листья средних размеров, интенсивной зелёной окраски, блестящие, с лёгким опушением, плотно покрывают побеги. Соцветие махровое, помпоновидное, диаметром 3—4 см[23] (согласно другому источнику 5—6 см[6]), почти жёлтое с красными вкраплениями на венчиках язычковых цветков. Цветёт с конца августа до середины октября. Продолжительность цветения около 30 дней. Легко переносит пересадку в цветущем состоянии. Сочетается с осеннецветущими махровыми многолетниками с более тёмными однотонными соцветиями или низкорослыми кустарниками (георгина, гортензия, барбарис, самшит, тис, туя), а также с ковровыми летниками и многолетниками (крестовник приморский, колеус, ирезине, альтернантера). Используется в каменистом саду, особенно среди серо-коричневых камней с красными прожилками типа гранита[23].
- 'Купава'. Куст раскидистый, стебли средней прочности, высотой до 60 см, листья мелкие, соцветия ромашковидные, 4,5—5,5 см в диаметре, сиреневые, светлеющие к центру. Цветёт обильно с конца июля до морозов. Отрастание корневой поросли удовлетворительное. Рекомендуется на срезку и для озеленения[6].

## Л
- 'Лада' — куст компактный, до 70 см высотой; корзинки махровые, 5—6 см в диаметре, густо-розово-сиреневые, расположены гроздьями на верхушках цветоносов; цветёт во второй половине сентября; не плодоносит[7].
- 'Лебединая Песня' ГБС РАН. Класс плоских. Группа махровых. Куст компактный, высотой до 45 см. Нижние листья треугольные, более крупные, верхние мелкие, почти цельные. Соцветия располагаются на одном уровне. Соцветия бело-розовые, махровые, плоской формы, диаметром до 7 см. В центре соцветия лепестки белые, ближе к периферии розовеют по мере цветения. Язычковые цветки, расширяющиеся к периферии соцветия, с прямыми краями. Цветение с начала сентября до середины октября. Соцветия и бутоны поражаются заморозками от −1 до −3 °C, но корневая система зимостойка и вымерзает только при температуре ниже −10 °C. Количество одновременно открытых соцветий 25-30. Цветение с середины августа до октября. Сорт хорошо сочетается с зеленью кустарников, с хвойными[24]. Зимостойкость высокая[5].
- 'Лебёдушка' ('Lebiodushka'). Класс простых, группа полумахровых. Куст колонновидной формы, плотный, полураскидистый, высотой 50—65 см. Листья относительно мелкие, серо-зёленые, рассечённость низкая. Облиственность куста почти полная (на 7/8 высоты куста). Соцветие диаметром 4—6 см, плоское, полумахровое, ромашковидное с 2—3 (1) рядами лепестков. Диск жёлтый диаметром до 0,8—1 см. Язычковые цветки лопатовидные. Цветёт с начала августа, конца или середины сентября по ноябрь, после первых ночных заморозков до −2 °C растения могут восстановиться и цвести вновь. Хорошо возобновляется весной черенками. Продолжительность цветения от 29 до 33 дней. Весной образует достаточное количество прикорневой поросли. Зимует с лёгким укрытием. Хорошо сочетается с другими растениями имеющими ромашковидные соцветия яркой окраски или кустарниками с яркоокрашенной осенью листвой или плодами[6][25]. По другим данным: куст высотой до 70 см, соцветия помпонные, белые с чуть зеленоватым центром. Побеги очень прочные. Используется для миксбордеров и срезки[1].
- 'Лелия'. Класс плоских. Группа махровых. Куст плотный, компактный, колонновидный, высотой 45—55 см. Листья тёмно-зелёные, мелкие, треугольной формы. Облиствённость на 7/8 куста. Соцветие плоское, очень мелкое, диаметром 2—3 см, яркой фиолетово-розовой окраски. Трубчатые цветки не проглядываются даже при отцветании соцветий. Цветёт с сентября до заморозков. Продолжительность цветения в открытом грунте 30—32 дня. С осени образует обильную прикорневую поросль. Достаточно устойчив как к вредителям и болезням, так и неблагоприятным условиям. В период массового цветения может образовать до 50 соцветий. Сочетается с зеленолистными и краснолистными формами декоративных многолетников и кустарников[6][26].
- 'Лемуния' ('Lemunija'). Куст шаровидный, высотой до 55 см. Соцветия простые, лососево-жёлтые, диаметром до 6 см, обладают приятным ароматом. Цветение с конца августа до середины октября. Рекомендуется для бордюров и миксбордеров[1].
- 'Лето' ('Leto'). Куст колонновидный, высотой до 55 см. Соцветия полумахровые, около 5 см в диаметре, красные, ароматные. Цветение с конца августа. Используется в миксбордерах[1].
- 'Линда'. Класс Лучевидные. Куст прямостоячий, компактный, высотой до 60 см. Хорошо ветвится. Стебли прочные, светлоокрашенные. Листья немногочисленные, серо-зелёные. Соцветия лучевидные, холодного розово-сиреневого цвета, диаметром 9 см. Цветет обильно с начала октября до морозов. Корневая поросль отрастает хорошо. Пригоден для создания бордюра, вазонной культуры[15].
- 'Лиса' ('Aisa'). Класс немахровых. Группа простых. Куст шаровидной формы, высотой до 40 см. Средний диаметр куста 45 см истья малорассечённые, мелкие, край не сильно изрезан, лопасти не ярко выражены. Соцветия плоской, округлой формы, состоящие из диска желтоватых трубчатых цветков и язычковых цветков однотонного красно-жёлтого цвета. Обратная сторона лепестков бело-блеклого цвета — белёсая. Диаметр соцветия 4,5—5 см. В Москве цветёт с середины сентября около 27 дней. Зимостоек. Возобновляется от прикорневой поросли весной[27].
- 'Листопад' ГБС РАН. Класс полушаровидных. Группа махровых. Куст низкорослый, высотой до 35 см и диаметром до 50 см, раскидистый, стелющийся по поверхности почвы. При солнечной теплой погоде в период массового цветения одновременно раскрывается до 30 соцветий. Соцветия махровые, полушаровидные, диаметром до 6 см, красно-жёлтой окраски. Цветёт с конца августа — начала сентября до середины октября. Хорошо переносит пересадку в цветущем состоянии. Неприхотлив и устойчив к неблагоприятным условиям среды (кроме застойного увлажнения) и болезням. Зимостоек. Даёт весной большое количество прикорневой поросли. При удалении отцветших соцветий может цвести в октябре и в начале ноября после пересадки в оранжерею. Может использоваться как горшечный сорт и для посадки в вазоны. Сочетается с растениями, имеющими осенью однотонную жёлтую или красную окраску. Хорошо выглядит на фоне лиан, лимонника, девичьего винограда, (боярышника, шиповника)[28].
- 'Липстик' ('Lipstick'). Высота куста около 50 см. Соцветия тёмно-красного цвета, диаметром около 6 см. Цветки идентичны сорту 'Красная Москва', но куст почти в два раза ниже[21]. Рекомендуется удалять боковые побеги и прищипывать лишние цветки в начале их развития; зимостойкость (в условиях города Воткинск (Удмуртия)) высокая[29]. Высота около 50 см
- 'Лучезарный' ГБС РАН. Класс полумахровых. Группа простых. Куст прямостоячий компактный, высотой до 20 см, но встречаются экземпляры до 25 см. В период массового цветения на кусте можно наблюдать до 22-23 открытых соцветий. Соцветия ярко-жёлтые, диаметром не менее 3 см. Диск просматривается при отцветании соцветия. Язычковые и ложноязычковые цветки мельчают к сердцевине соцветия, имеют мечевидную форму. Интенсивность окраски меняется от центра к периферии соцветия: более яркая в центре и более светлая к окончаниям лепестков. Цветёт начиная с первых чисел сентября и до середины — конца октября. Легко переносит пересадку в цветущем состоянии. Размножается черенками с обильно отрастающих весной побегов прикорневой поросли. Хорошо выглядит среди камней и хвойников[30]. Зимостойкость высокая[5].
- 'Лучистая' ГБС РАН. Сорт ранний. Соцветия полумахровые, 7,5 см в диаметре, густо-сиреневого цвета[16]. Зимостойкость высокая[5].
- 'Люси' ГБС РАН. Класс плоских. Группа махровых. Куст полушаровидной формы, высотой до 30 см. Облиственность на 1/4 куста. Листья тёмно-зелёные, напоминают листья дуба, мелкие ближе к вершине куста и крупные в основании. Соцветия розово-малиновое с желтоватым центром, диаметром до 5 см. На концах язычковых цветков светлая полоса. С изнаночной или обратной стороны лепестки — язычковые цветки белёсой окраски. Зимует при мульчировании и окучивании кустов перегноем с песком с лёгким укрытием лапником. Предпочитает суглинистые почвы. Цветёт с августа до середины октября. Хорошо смотрится на фоне яркой зелени хвойных кустарников или высокорослых многолетников. Сочетается с ягодными кустарниками (шиповник, боярышник, тёрн и др.)[31]. Зимостойкость высокая[5].

## М
- 'Мазурка' Недолужко А. И., оригинатор: ГУ Ботанический сад-институт ДВО РАН, 1993. Куст высотой 60 см, прямостоячий, среднеоблиствённый, с прочными цветоносами. Соцветие красное, немахровое, плотное, диаметром 5 см. На растении 500—580 соцветий. Цветет с 22 сентября в течение 33 дней. Устойчив к септориозу, ржавчине. Универсальный[2].
- 'Мальчиш-Кибальчиш'. Класс немахровых. Группа простых. Куст раскидистый, высотой 35 см. Листья почти глянцевые, некрупные, естественной зелёной окраски. Количество соцветий и цветоносных стеблей при одной прищипке до 35. Соцветие ромашковидное, диаметром до 6 см, ярко-лиловое с жёлтым диском. Диаметр диска 1 см. Цветёт с конца августа до середины или конца сентября. Возобновление за счёт прикорневой поросли чаще всего происходит весной. Сочетается с другими ромашковидными или полумахровыми сортами контрастных тонов, а также с некоторыми летними астрами, пиретрумом[32]. Зимостойкость очень высокая[5].
- 'Маргаритка' Краснова Н. — куст сильный, со светло-зелёными листьями, высотой 55—65 см, соцветия белые с кремовым оттенком, полумахровые, диаметр соцветий 6—7 см; цветёт с конца августа до морозов[11].
- 'Медный грош' ГБС РАН. Класс немахровых. Группа простых. Куст высотой около 20 см, облиствен на 2/3 компактный овально-яйцевидный. Листья мелкие, почти цельные, треугольной формы. Соцветие однорядное немахровое, ромашковидное, диаметром до 2,5 см, от оранжево-жёлтого до палевого блёклого. При отцветании выгорает и меняет окраску. Диск трубчатых цветков желтовато-оранжевый. В июне требуется пинцировка бутонов. В период массового цветения даёт на одно растение до 20 одновременно раскрытых соцветий. Цветёт с начала августа до середины — конца сентября. Подходит для посадки в рокарий[33].
- 'Мисс Зельбе' — куст компактный, полушаровидный, 30—40 см высотой; корзинки махровые, до 5 см в диаметре, светло-розовые, к концу цветения почти белые; цветёт в июле; плодоносит слабо[7].
- 'Мишаль' ('Mishal'). Куст раскидистый, полушаровидный, высота до 60 см. Соцветия махровые, полушаровидные, ярко-жёлтые, 3,5—4,5 см в диаметре, расположены по всей поверхности куста равномерно. Цветение с середины или с третьей декады сентября. Рекомендуется для групповых и одиночных посадок[1][6].

## Н
- 'Надежда Тимирязевки' РГАУ-МСХА им. К. А. Тимирязева. Сорт ранний, соцветия махровые, жёлтого цвета[16].
- 'Незнакомка' Недолужко А. И., оригинатор: ГУ Ботанический сад-институт ДВО РАН, 1997. Раннего срока цветения. Куст высотой 40 см, сомкнутый, со средней облиственностью. Цветонос крепкий. Лист средний, кожистый, зелёный. Среднее число соцветий на одно растение 105 шт. Соцветие щитковидное, махровое, плоское, средней плотности, диаметром 7,5 см, кремово-белое. Аромат сильный. Не осыпается, не выгорает. Период от начала вегетации до начала цветения 123 дня. Цветение с третьей декады сентября, продолжительностью 30 дней. Устойчив к неблагоприятным погодным условиям. Зимостойкий, засухоустойчивый. Рекомендуется для озеленения[2].

## О
- 'Огни Москвы' — куст около 80 см высотой, корзинки бордового цвета, около 7 см в диаметре; цветение в сентябре.
- 'Ожерелье'. Данный сорт рекомендуется выкапывать перед промерзанием почвы и хранить в холодном (+2 — +6 °C), желательно светлом помещении. При относительную влажности не выше 80 %[7].
- 'Оранжевый закат' — куст компактный, прямостоящий, очень крепкий, сомкнутый, 75—100 см высотой. Листья крупные. Соцветия махровые, плотные, оранжево-коричневой окраски, 7—8 см в диаметре, расположены в верхней части куста. Цветение не обильное с конца сентября до морозов. Отрастание корневой поросли удовлетворительное. Рекомендуется на срезку и для озеленения[6]. Зимостойкость высокая[5].
- 'Окишор' ('Okishor'). Класс полушаровидных. Группа махровых. Куст полушаровидный, скорее овально-яйцевидный, высотой до 40 см, хорошо облиствён. Зацветает в начале или середине августа и цветет до середины октября. Листва интенсивно-зелёной окраски. Соцветие полушаровидное махровое, светло-сиреневое с более тёмным центром, диаметром до 5 см. Хорошо размножается черенками и возобновляется прикорневой порослью. Зимостоек, в снежные зимы без оттепелей может зимовать без укрытия на защищённом от ветра участке. Эффективно выглядит на фоне зеленолистных лиан. Сочетается с георгинами, однолетними астрами, гортензией метельчатой, спиреей японской[34]. Согласно другому источнику: куст полураскидистый, высотой до 50 см. Цветение с конца июля — начала августа[1].
- 'Октябрина'. Оригинатор: ГНУ ВНИИ Цветоводства и субтропических культур. Растение высотой до 120 см, полураскидистое, со слабой облиствённостью, быстроразрастающееся, с 6—8 цветоносами. Листья тёмно-зелёные, гладкие. Цветоносы средней прочности. Расположение соцветий на кусте канделябровое. Соцветия немахровые, диаметром 4—5 см. Язычковые цветки длинные, с округлой вершиной, бронзовые. Диск большой, трубчатые цветки короткие, жёлтые. Аромат слабый. Период от начала вегетации до начала цветения 290 дней. Цветение с третьей декады ноября. Период цветения 15—20 дней. Окраска слабо выгорает. По данным заявителя, устойчивость сорта к неблагоприятным погодным условиям средняя, устойчив к болезням и вредителям. Зимостойкий, засухоустойчивый, жаровыносливый. Рекомендуется для озеленения региона влажных субтропиков, в 6 световой зоне России. После прищипки образует 6—8 цветоносов с 30—50 соцветиями на цветоносе, требует подвязки[2].
- 'Осеннее Солнышко' Краснова Н. — куст сильный, высотой 50—60 см, соцветия немахровые, ярко-жёлтые, диаметром 7—7,5 см с медовым ароматом; цветёт со второй половины августа до морозов[11].
- 'Осенний Закат' Краснова Н. — высота кустов 40—45 см; соцветия немахровые, красные, диаметром 6,7—7,5 см; цветёт со второй половины августа до морозов[11].
- 'Опал'. Класс Помпонные. Куст прямостоячий, компактный, высотой до 50 см. Стебли очень прочные, светлоокрашенные, листья сочные, зелёные. Соцветия помпонные, ярко-желтые, диаметром 8 см. Цветет обильно и продолжительно с сентября до морозов. Корневая поросль отрастает хорошо. Пригоден для бордюра, вазонной и горшечной культуры[3][15].

## П
- 'Палевая'. Группа махровых. Класс полушаровидных. Куст прямостоячий, высотой 90-130 см, в зависимости от погодных условий. Требует подвязки. Листья тёмно-зелёной интенсивной окраски, лопастные («дубовые») достаточно крупных размеров. Соцветие полушаровидное, оригинальной кремовой персиково-розовой окраски, диаметром до 8—10 см. Цветёт с конца сентября — начала октября до заморозков или до пересадки на маточники в защищённый грунт. С укрытием полисветановой плёнкой закреплённой на металлическом каркасе, может успешно перезимовать в открытом грунте. Сочетается в посадках с георгинами и махровыми высокорослыми тагетесами, рудбекиями ('Золотой шар') и однолетними астрами. Требует декорирования нижней части растения более низкорослыми видами[35]. Некоторые авторы рекомендуют выкапывать растения перед промерзанием почвы и хранить в холодном (+2 — +6 °C), желательно светлом помещении. При относительную влажности не выше 80 %[7].
- 'Первый снег' ГБС РАН. Класс немахровых. Группа простых. Куст высотой 35-37 см, компактный полушаровидный. Листья мелкие, треугольной формы, степень изрезанности низкая. У основания куста листья более крупные, а к вершине куста ближе к соцветиям более мелкие с менее изрезанными краями, почти цельные. Соцветия белые, простые ромашковидные, диаметром 3,5—4,5 см, с жёлтым диском. Относительно устойчив к вредителям, грибным заболеваниям и вирусной инфекции, если только не поражается тлёй и другими сосущими вредителями. Зимует с лёгким укрытием. Хорошо возобновляется прикорневой порослью, а также рассадным способом из черенков весной. На одном месте без пересадки может расти 3—4 года. Цветет с начала сентября до заморозков. Хорошо переносит пересадку в цветущем состоянии в сентябре. Хорошо сочетается с другими сортами хризантем с соцветиями контрастирующих окрасок ('Вечерние огни', 'Мальчиш-Кибальчиш'). Сочетается в цветниках и с другими растениями семейства астровых. В качестве фона хорошо подходят низкорослые хвойные кустарники или лиственные низкорослые деревья и кустарники с не опавшей декоративной листвой[36]. Зимостойкость высокая[5].
- 'Полёт Шмеля' Недолужко А. И., оригинатор: ГУ Ботанический сад-институт ДВО РАН, 2000. Хризантема мелкоцветковая. Куст высотой 70-90 см, прямостоячий, со средней энергией стеблеобразования и сильной облиственностью. Цветоносы очень прочные. Среднее число соцветий на одно растение 150 шт. Соцветия расположены на поверхности куста, щитковидной формы, средней плотности, диаметром 11 см, оранжево-желтые, не выгорают, не осыпаются. Аромат слабый. Период от начала вегетации до начала цветения 134 дня. Период цветения 25 дней, с конца сентября. Цветы устойчивы в срезке. Продуктивность 5-8-9 шт. Устойчивость к болезням и вредителям хорошая, зимостойкость средняя. Рекомендуется для срезки и озеленения в Южном Приморье[2].
- 'Петруха' ГБС РАН. Класс плоских. Группа махровых. Куст высотой 35-38 см, диаметром до 30 см, рыхлый, цветоносы тонкие. Побеги прямостоячие. Листья некрупные, овальной или треугольной формы, с крупными острыми зубцами. Соцветие махровое, плоское, диаметром 5,5 см, жёлто-красное, по мере роста красная окраска в бутонах переходит в более жёлтую. Цветёт с конца августа до начала октября. Продолжительность цветения 25-30 дней. Хорошо возобновляется прикорневой порослью. Хорошо выглядит в групповых посадках в сочетании с тёмнолистыми кустарниками. Сочетается и с декоративнолистными травянистыми растениями, такими, как хоста, цинерария приморская, колеус, кохия[37]. Зимостойкость высокая[5].
- 'Поздняя Красная' Краснова Н. — куст компактный, с тёмно-зелёными листьями, высотой 55—65 см; соцветия немахровые, бархатно-красные, диаметр 6—7 см; цветёт с начала сентября до морозов[11].

## Р
- 'Радость моя' ГБС РАН. Класс немахровых. Группа простых. Куст высотой 35-40 см, трапециевидный, прямостоячий, при взгляде сверху овальный. Листья светло-зелёные, интенсивно окрашены. Куст почти полностью облиствён. Соцветие тёмно-розовое, диаметром 7-8 см. Диск белоснежный, диаметром не более 1 см. В отдельные годы соцветия из однорядных становятся 2—3—рядными. Соцветия группируются на одном уровне. Массовое цветение в конце августа — начале сентября. Декоративен до октября. В теплую осень завязывает семена. Продолжительность цветения от 30 до 40 дней. Зимостоек[38].
- 'Розовая мечта' ГБС РАН. Класс простых. Группа полумахровых. Куст полушаровидной формы, высотой 35-40 см, компактный. Облиственность куста почти полная. Листья светлые, салатовой окраски, сильно рассечённые, лопасти сильно выражены. Соцветие ромашковидной формы. Диск трубчатых жёлтой окраски цветков, диаметром 0,5 см, хорошо просматривается. Окраска венчиков язычковых цветков — лепестков соцветия — светло-розовая. Количество рядов лепестков от 3 до 5 у различных экземпляров. Количество одновременно открытых соцветий в период массового цветения достигает 50 при выращивании с одной прищипкой в открытом грунте и пинцировкой всех бутонов в июне. Цветёт с середины августа до конца сентября, начала октября без потери декоративности при своевременной уборке отцветших соцветий. Соцветия выгорают, и при отцветании окраска бледнеет. Хорошо выглядит на фоне тёмнолистых кустарников. Может использоваться в композициях с камнями[39].
- 'Розовая Ромашка' Краснова Н. — высота растений 55—60 см, куст компактный; соцветия немахровые, коричнево-розовые, диаметром 7 см; цветет с середины августа[11].
- 'Розовый Фламинго' Недолужко А. И., оригинатор: ГУ Ботанический сад-институт ДВО РАН, 1997. Раннего срока цветения. Куст высотой 65 см, прямостоячий, со средней облиственностью. Цветонос крепкий. Лист средний, кожистый, зелёный. Среднее число соцветий на одно растение 106 шт. Соцветие щитковидное, махровое, плоское, средней плотности, диаметром 8 см, светло-розовое. Аромат средний. Не осыпается, не выгорает. Период от начала вегетации до начала цветения 126 дней. Цветение с третьей декады сентября, продолжительностью 35 дней, обильное. Устойчив к неблагоприятным погодным условиям. Зимостойкий, засухоустойчивый. Рекомендуется для озеленения и срезки[2].
- 'Россиянка' Недолужко А. И., оригинатор: ГУ Ботанический сад-институт ДВО РАН, 1997. Среднего срока цветения. Куст высотой 80-100 см, прямостоячий, с сильной облиственностью. Цветонос прочный. Лист средний, кожистый, светло-зелёный. Среднее число соцветий на одно растение 250—280 шт. Соцветие пирамидальное, махровое, рыхлое, диаметром 6,5 см, кремовое. Аромат средний. Не осыпается, не выгорает. Период от начала вегетации до начала цветения 144 дня. Цветение с первой декады октября, продолжительностью 21 день, очень обильное. Устойчив к неблагоприятным погодным условиям. Зимостойкий, засухоустойчивый. Рекомендуется для срезки[2].
- 'Роял Пурпл' ('Royal Purple'). Класс полушаровидных. Группа махровых. Куст прямостоячий, при выращивании в закрытом грунте высотой 80-100 см, цветоносы до 40-50 см. Соцветия полушаровидные, махровые, диаметром 12—14 см. Окраска соцветий яркая лиловая, в центре соцветия более интенсивная. Срок цветения — октябрь-ноябрь, сорт мало подходит для выращивания в открытом грунте, но может выращиваться на местах, защищённых постройками или живой изгородью, на верандах и террасах в крупных ёмкостях. Требует подвязки к опоре. Корневая система может зимовать с укрытием лапником после окучивания перегноем или торфом, смешанным с почвой. Рекомендуется для использования в открытом грунте в южных областях (Вологодской, Воронежской, Астраханской, а также в Крыму и на Кавказе)[40].

## С
- 'Свемба Каре' ('Свемба Карс'). Куст прямостоящий, компактный, листья мелкие, соцветия полумахровые, средней плотности, 3,5—4 см в диаметре, ярко-жёлтые (или лимонно-жёлтые), расположены равномерно. Цветение обильное (середина июля — октябрь). Отрастание корневой поросли среднее. Один из лучших сортов для озеленения. Можно выращивать в вазонах, горшках, на бордюрах[6]. Высота куста около 40 см. Зимостойкость высокая[5].
- 'Светозар'. Класс Полумахровые. Куст прямостоящий, рыхлый, сильно разветвлённый, по одним данным до 50 см высотой[15], по другим 65—80 см высотой[6][7], листья крупные, светло-зелёные, соцветия махровые, рыхлые, чисто белые[15], согласно другим источникам: белого цвета с зеленоватой серединкой, 7—11 см в диаметре; цветение с конца августа-сентября. Данный сорт рекомендуется выкапывать перед промерзанием почвы и хранить в холодном (+2 — +6 °C), желательно светлом помещении. При относительную влажности не выше 80 %. Обильно и продолжительно цветёт при выращивании в горшке, в домашних условиях. Отрастание корневой поросли хорошее. Рекомендуется как на срезку, так и для озеленения[6][7]. Отрастание корневой поросли удовлетворительное. Пригоден для среза[15].
- 'Северяночка' — очень старый сорт неизвестного происхождения. Класс Помпонные. Куст прямостоячий, компактный, высотой 60-70 см. Стебли прочные, тёмноокрашенные. Листья тёмно-зелёные, крупные, красивой формы. Соцветия помпонные, многочисленные, белые с голубоватым оттенком, диаметром 2,5 см, расположены компактно, равномерно на кусте. Цветет с начала октября до морозов. Отрастание корневой поросли хорошее. Срезочный и бордюрный сорт[15].
- 'Серебристая' — куст около 50 см высотой, корзинки розово-пепельные, махровые, около 7 см в диаметре; цветение в августе-сентябре.
- 'Сиреневая' — куст около 50 см высотой, корзинки тёмно-сиреневого цвета, махровые, около 7 см в диаметре; цветение в августе-сентябре; сорт отличается высокой зимостойкостью.
- 'Скромность' Краснова Н. — куст плотный, очень облиствённый, высотой около 60—65 см; соцветия белые с розовым оттенком, диаметром около 5—6 см. Цветёт с середины августа[10][11].
- 'Славяночка' ('Slavianotchka'). Куст колонновидной формы, высота 70—90 см. Корзинки помпонного типа, плотные, махровые, нежно-розовые с более ярким центром, 3,5—4,5 см в диаметре. Со временем окраска цветков выгорает. Цветение с третьей декады сентября. Отрастание корневой поросли очень хорошее. Используется для озеленения и срезки[1][6]. Данный сорт рекомендуется выкапывать перед промерзанием почвы и хранить в холодном (+2 — +6 °C), желательно светлом помещении. При относительную влажности не выше 80 %[7].
- 'Смуглявая Красуля'. Класс Махровые, плоские. Куст прямостоячий, высотой до 70 см. После сильных ливневых дождей полегает. Стебли тонкие, упругие, тёмноокрашенные. Листья средних размеров, тёмно-зелёные. Соцветия махровые, темно- красные, диаметром 8 см, расположены равномерно по поверхности куста. Цветет с конца сентября до конца октября. Отрастание корневой поросли хорошее. Пригоден для среза[15].
- 'Скромность'. Соцветия белые с розовым оттенком, диаметром 5—6 см. Высота растений 60—65 см. Куст сильный, хорошо облиственный. Цветет с середины августа.
- 'Снежана'
- 'Солнечное Приморье' Недолужко А. И., оригинатор: ГУ Ботанический сад-институт ДВО РАН, 1997.
- 'Солнечный Зайчик'. Класс Помпонные. Куст прямостоячий, хорошо ветвится, высотой до 60-70 см. Стебли прочные, светлоокрашенные. Листья тёмно-зелёные, средних размеров. Соцветия помпонные, ярко-желтые, диаметром 4 см, расположены скученно в верхней части куста. Цветет с первой половины октября до морозов. Корневая поросль отрастает хорошо. Пригоден для цветочного оформления, вазонной культуры, среза[15].
- 'Сонечко' — куст около 100 см высотой, корзинки жёлтого цвета, около 10 см в диаметре, лепестки узкие; цветение в сентябре-октябре.
- 23/73. Сортообразец ГБС РАН. Класс немахровых Группа простых. Кусты прямостоячие, полушаровидные до шаровидных, высотой 35-40 см, диаметром около 45 см. Листья мелкие, интенсивно окрашенные. Соцветия ромашковидные, диаметром 5-6 см, не махровые, желтовато-красновато-терракотовые. Лепестки с обратной стороны белёсые. Цветёт с середины или конца сентября до конца октября. Продолжительность цветения около 30 дней. В период массового цветения образует до 50 соцветий. Зимостоек[41].
- 1/79. Сортообразец ГБС РАН. Группа простых. Класс полумахровых. Куст прямостоячий, высотой до 50 см от 40 см, диаметром 28 см. Листва покрывает куст неравномерно: у основания куста листвы больше, чем на стеблях ближе к соцветиям. Листья внизу куста крупнее. Облиственность на 3/4 куста. Для декоративного цветения на кусте формируют 5—7 цветоносов. Цветоносы-побеги, несущие соцветия, часто вверху голые, без листьев. Соцветие полумахровое, плоской формы, диаметром 6—7 см. Диск проглядывается при отцветании. Окраска переходная от розово-красной (в бутонах) до бледно-жёлто-коричневой при отцветании. Цветёт с середины августа до октября. В открытом грунте цветёт 27—28 дней. Во время массового цветения образует до 20 одновременно раскрытых соцветий[42].
- 5/95. Сортообразец ГБС РАН. Класс немахровых Группа простых. Куст невысокий, 35—45 см, прямостоячий, не плотный, компактный. Листья среднего размера, слегка опушённые, лопастные. Облиствённость на 3/4 куста. Соцветие простое ромашковидное, диаметром 5—6 см, коричнево-розовое 2-3-рядное с жёлтым диском, диаметром 0,8—1 см. Форма лепестков язычковых цветков лопатовидная. Цветоносы прямые прочные. Цветение в открытом грунте со 2—3—й декады сентября до заморозков. При ранних сроках черенкования (март) и двух прищипках образует до 30 соцветий. Продолжительность цветения 28—50 дней. Хорошо сочетается с другими растениями, имеющими ромашковидную форму соцветий (калистефус, рудбекия, гелениум, мелколепестник, девясил и др.), а также с отдельными видами и сортами очитков и солидаго и декоративнолистными многолетниками и кустарниками[43].
- 25/78. Сортообразец ГБС РАН. Класс полушаровидных. Группа махровых. Куст высотой 25—35 см, хорошо облиствен почти до поверхности почвы. Междоузлия 1,5—3 см. Листья с достаточной степенью изрезанности краев, лопасные, достаточно крупные. Форма куста овально-яйцевидная, компактная. Соцветие жёлтое, махровое, полушаровидное, диаметром 5,5 см. Лепестки узкие, скручены в трубку. Более интенсивная окраска в центре соцветия. Цветёт с конца августа до середины октября. В конце цветения меняет окраску на более светлую. В период массового цветения образует не более 12—14 соцветий. Выращивается в открытом грунте с одной прищипкой и пинцировкой бутонов в июне. Хорошо сочетается с другими сортами хризантем, а также однолетних астр, георгин, календулы, тагетеса. Используется также в рокариях в сочетании с камнями и декоративнолистными многолетниками и летниками (колеус, декоративная капуста, крестовник, кохия)[44].
- 11/85. Сортообразец ГБС РАН. Класс лучевидных или трубчатых. Группа махровых. Куст полушаровидный, прямостоячий, многостебельный, низкорослый, высотой 35-40 см. Листва тёмная, густо расположена на стеблях, листья треугольно-лопастные, их размер увеличивается от вершины к основанию куста. Соцветие лимонно-жёлтое, диаметром 5-6 см, лепестки узкие лучевидные. Цветёт с начала сентября до середины октября. Уязвим для весенних и осенних заморозков на стадии полуроспуска соцветий и окрашенных бутонов, но быстро восстанавливается при удалении повреждённых соцветий. При застойном переувлажнении поражается серой гнилью и другими болезнями. Сочетается с другими сортами или видами многолетников и однолетников, сроки цветения которых совпадают (солидаго, иупаториум, декоративный розовый тысячелистник, очиток видный, георгина, девясил, рудбекия, осенние и однолетние астры). Хорошо переносит пересадку в цветущем состоянии, но только в начале цветения. Зимует с лёгким укрытием[45].
- 44/82. Сортообразец ГБС РАН. Класс полушаровидных. Группа махровых. Куст невысокий, до 35 см, компактный, прямостоячий, овально-яйцевидной формы. Подвязки не требует, хотя цветоносы отклоняются в стороны под конец цветения. Соцветие розово-белое, полушаровидное, махровое, диаметром 5-6 см. При отцветании соцветия выгорают и даже становятся более плоскими. Цветёт с конца августа до октября. Требует прищипки. В средней полосе России зимует с лёгким укрытием. Количество одновременно открытых соцветий при двух прищипках и пинцировке в июне — 10—15 штук. Используется в композициях с различными декоративными кустарниками (гортензия, кизильник, самшит, отдельные виды барбариса), а также плодовыми (шиповник, крыжовник, вишня войлочная)[46].
- 16/88. Сортообразец ГБС РАН. Класс немахровых. Группа простых. Куст компактный, миниатюрный, высотой до 25 см. Листья мелкие, треугольные, малорассечённые, почти цельные. Соцветие ромашковидное, диаметром до 4 см, однорядное, тёмно-лиловое с жёлтым ярким диском диаметром 0,7-0,8 см. Цветёт с конца августа до середины октября. Период массового цветения 25-27 дней. В период массового цветения на одном растении образует до 35-40 соцветий. Сочетается со многими растениями, в том числе с низкорослыми кустарниками (барбарис, спирея, гортензия, рододендрон, можжевельник, кипарисовик и др.)[47].
- 8/96. Сортообразец ГБС РАН. Класс немахровых. Группа простых. Куст компактный прямостоячий, высотой 35—40 см. Выращивается с двумя прищипками (1-я при посадке укоренённых черенков в горшки; 2—я — через 10—15 дней после высадки в открытый грунт, когда длина побега достигает 25-30 см). Листва нормального зелёного тона. Облиственность почти полная. Соцветие немахровое ромашковидное, оранжево-жёлтое, диск белый. Цветет с конца августа до октября. Период массового цветения 20—22 дня. Зимостоек, пересадку может переносить как в цветущем состоянии, так и после отцветания. В смешанных посадках сочетается с другими сортами и видами травянистых растений, имеющими ромашковидные соцветия. Зимостоек при наличии лёгкого укрытия[48].
- 'Стелуца' ('Stelutza'). Класс Махровые, плоские. Куст прямостоячий, компактный, высотой до 70 см. Стебли прочные, светлоокрашенные. Листья средних размеров, зелёные. Соцветия очень красивой формы, махровые, плотные, малиново-красные, диаметром 7 см. Цветет со второй половины сентября до морозов, обильно. Корневая поросль отрастает отлично. Используется для среза, цветочного оформления[15]. По другим данным: полушаровидный куст, до 85 см высотой. Корзинки махровые, плоские, малинового цвета, до 6 см в диаметре. Цветение с первой половины сентября[1].
- 'Струя Лазури'. Класс Простые, немахровые. Куст прямостоячий, сильно разветвлённый, высотой до 50 см. Стебли очень прочные. Листья средних размеров, зелёные. Соцветия ромашковидные, темно-розовые, диаметром 5 см. Цветет с середины сентября до морозов, очень обильно. Корневая поросль отрастает удовлетворительно. Рекомендован для озеленения[15].
- 'Сударушка', Недолужко А. И., оригинатор: ГУ Ботанический сад-институт ДВО РАН, 1997. Среднего срока цветения. Куст высотой 45-55 см, полураскидистый, сильноветвящийся, быстроразрастающийся, с сильной облиствённостью. Цветонос прочный. Лист средний, кожистый, зелёный. Среднее число соцветий на одно растение 293—323 шт. Соцветие щитковидное, полумахровое, плотное, диаметром 4,5 см, кирпичного цвета, с жёлтым центром. Не осыпается, не выгорает. Аромат слабый. Период от начала вегетации до начала цветения 140 дней. Цветение с начала сентября, продолжительностью 26 дней, очень обильное. Устойчив к неблагоприятным погодным условиям. Зимостойкий, засухоустойчивый. Рекомендуется для озеленения и срезки[2].
- 'Сяйво'. Класс плоских. Группа махровых. Куст прямостоячий, мало разветвлённый, до 55-70 см высотой, побеги тонкие, по форме куст раскидистый. Листва интенсивной зелёной окраски, среднего размера, у основания куста более крупная и рассечённая и более темной окраски, чем вблизи соцветий. Соцветия ярко-жёлтые, махровые, плоские, 6,5—8 см в диаметре. В условиях Центрального района Нечернозёмной зоны зацветает с конца августа или с начала сентября. Цветет до середины октября. Продуктивность цветения — 25-30 штук срезки с 1 м2. Продолжительность цветения 35—50 дней. Назначение сорта: срезка и озеленение. Хорошо выглядит в сочетании с растениями контрастными по окраске листвы или соцветий (с лиловыми, бордовыми, малиновыми)[6][49]. Зимостойкость высокая[5].

## Т
- 'Тайфун' Недолужко А. И., оригинатор: ГУ Ботанический сад-институт ДВО РАН, 1997. Среднего срока цветения. Куст высотой 80 см, прямостоячий, со средней облиственностью. Среднее число соцветий на одно растение 75 шт. Соцветие щитковидное, полушаровидное, махровое, рыхлое, диаметром 9 см, розово-сиреневое. Аромат средний. Не осыпается, не выгорает. Период от начала вегетации до начала цветения 136 дней. Цветение с начала октября, продолжительностью 25 дней. Зимостойкий, засухоустойчивый. Рекомендуется для озеленения и срезки[2]. В условиях открытого грунта юго-запада Черноземья отличается слабой зимостойкостью[3].
- 'Талисман'. Класс полумахровых. Группа простых. Кует компактный, прямостоячий, высотой до 25 см, диаметром 20 см. Соцветие плоское, розово-малиновой окраски, диаметром около 2 см. Цветёт со 2-й декады августа до конца сентября. В период массового цветения образует на одном растении до 25 соцветий. Сочетается с низкорослыми желтыми бархатцами, белой резедой и лобелией и другими низкорослыми летниками и двулетниками (гвоздикой турецкой и маргаритками)[50]. Зимостойкость высокая[5].
- 'Татьянин День' Недолужко А. И., оригинатор: ГУ Ботанический сад-институт ДВО РАН, 1997. Позднего срока цветения. Куст высотой 95 см, прямостоячий, с сильной облиственностью. Цветонос крепкий. Лист средний, кожистый, зелёный. Среднее число соцветий на одно растение 203 шт. Соцветие щитковидное, махровое, плоское, средней плотности, диаметром 9 см, розово-сиреневое. Аромат средний. Не осыпается, не выгорает. Период от начала вегетации до начала цветения 149 дней. Цветение со второй декады октября, продолжительностью 18 дней, обильное. Зимостойкий, засухоустойчивый. Рекомендуется для озеленения и срезки[2].
- 'Тоамнэ' ('Toamne'). Куст полушаровидной формы, высотой до 55 см. Соцветия полушаровидной формы, махровые, лососево-розовые, диаметром до 7,5 см. По окончании цветения краевые цветки приобретают фиолетовый оттенок. Цветение с конца августа[1].

## У
- 'Умка'. Класс помпоновидных. Группа махровых. Куст прямостоячий, высотой от 50—80 см. Листья крупные, лопастные. Облиственность на 2/3 куста. Соцветия диаметром 4-5 см, почти белые, у некоторых экземпляров приобретают при отцветании брусничный или бурый оттенок, помпоновидные, в центре язычковые цветки плотнее расположены друг к другу. Форма язычковых цветков трубчатая. Часто цветоносы изгибаются и требуют подвязки. Продуктивность цветения с двумя прищипками до 20 штук с 1м2. На одном цветоносе без пинцировки может быть до 7 соцветий. Цветение в открытом грунте с начала — середины сентября до заморозков (25—37 дней). Сорт используется на срез и для озеленения[51].
- 'Утро России' Недолужко А. И., оригинатор: ГУ Ботанический сад-институт ДВО РАН, 1997. Раннего срока цветения. Куст высотой 60-70 см, сомкнутый, со средней облиственностью. Цветонос прочный. Лист средний, кожистый, зелёный. Среднее число соцветий на одно растение 200—273 шт. Соцветие щитковидное, махровое, плоское, средней плотности, диаметром 7 см, кремово-розовое. Аромат средний. Не осыпается, не выгорает. Период от начала вегетации до начала цветения 132 дня. Цветение с третьей декады сентября, продолжительностью 32 дня, обильное. Устойчив к неблагоприятным погодным условиям. Зимостойкий, засухоустойчивый. Рекомендуется для озеленения и срезки[2].

## Ф
- 'Фламинго' ГБС РАН. Класс плоских, группа махровых. Куст высотой 45 см, прямостоячий полушаровидный или овально-яйцевидный. Листья некрупные, тёмноокрашенные. Соцветия бело-лилово-розовой окраски, диаметром до 7 см. Цветёт с конца августа до середины октября. При отцветании окраска бледнеет. Одновременно раскрываются до 20—25 соцветий. Хорошо выглядит в композициях с камнями, высаженный небольшими группами. Легко возобновляется прикорневой порослью и черенками[52]. Зимостойкость высокая[5].
- 'Флоренсе Гарвуд'. Класс Простые, немахровые. Куст прямостоячий, хорошо разрастающийся, высотой до 70 см. Стебли прочные, среднеоблиственные. Листья средних размеров, зелёные. Соцветия ромашковидные, ярко-малиновые с белым кольцом вокруг диска, диаметром 5-6 см, расположены равномерно по всему кусту. Цветет с октября до морозов. Корневая поросль отрастает хорошо. Прекрасный оформительский и срезочный сорт[15].
- 'Фуксия Фейри'. Класс Махровые, плоские. Куст компактный, подушковидный, сильно разветвлённый, высотой 40 см. Побеги тонкие, упругие. Листья мелкие, тёмно-зелёные. Соцветия сиренево-розовые, диаметром 3-4 см. Цветет обильно, с начала октября до морозов. Корневая поросль отрастает хорошо. Прекрасный оформительский сорт[15].

## Х
- 'Хамелеон' Недолужко А. И., оригинатор: ГУ Ботанический сад-институт ДВО РАН, 2003. Окраска соцветий светло-жёлтая с красным. Среднего срока цветения. Рекомендуется как универсальный сорт для Приморского и Хабаровского краёв. Растение высотой 60—65 см. Листья зелёные. Число цветоносов на одном растении 7 шт. Цветоносы очень прочные, прямые, длиной 60—65 см. Бутоны красные, при роспуске соцветие меняет окраску до светло-жёлтой. Соцветие — щитковидная метелка, общая длина 40—45 см, общая ширина 20—25 см. Число соцветий на одном растении 140—196 шт., на цветоносе — 20-28, одновременно распустившихся — 9—12 шт. Язычковые цветки светло-желтые с красным румянцем (68-72 шт.), трубчатые — светло-желтые с красными штрихами (249—311 шт.). Форма соцветий трубчато-анемовидная. Пестик и рыльца светло-желтые. Аромат тонкий, не полынный. Цветение продолжительное (30 дней), период от посадки до начала цветения 169 дней. Сорт устойчив к болезням и вредителям[2].
- 'Хеллия' ('Hellija'). Куст шаровидной формы, высотой до 40 см. Корзинки простые и полумахровые, ярко-жёлтые, до 4 см в диаметре. Цветение с середины августа. Используется для создания бордюров и миксбордеров[1].
- 'Хрустальная' ('Hrustalnaja'). Куст полушаровидный, высотой до 60 см. Корзинки махровые, плоские, белые, в начале цветения с зеленоватым центром, до 6—7 см в диаметре. Цветение с конца августа, согласно другому источнику с конца сентября. Данный сорт рекомендуется выкапывать перед промерзанием почвы и хранить в холодном (+2 — +6 °C), желательно светлом помещении. При относительную влажности не выше 80 %. Рекомендуется использовать на срезку и для озеленения[6][7].

## Ц
- 'Царица Тамара' Недолужко А. И., оригинатор: ГУ Ботанический сад-институт ДВО РАН, 1997. Среднего срока цветения. Куст высотой 70 см, прямостоячий, с сильной облиственностью. Лист средний, широкий, кожистый, тёмно-зелёный. Среднее число соцветий на одно растение 104 шт. Соцветие щитковидное, полушаровидное, махровое, средней плотности, диаметром 13 см, серебристо-сиреневое. Аромат средний. Не осыпается, не выгорает. Период от начала вегетации до начала цветения 139 дней. Цветение с первой декады октября, продолжительностью 25 дней. Зимостойкий, засухоустойчивый. Рекомендуется для срезки[2].
- 'Цыган' ГБС РАН. Сорт ранний, соцветия немахровые, красного цвета, около 7 см в диаметре[16]. Зимостойкость высокая[5].

## Ч
- 'Чаривна Флейта' — куст пирамидальной формы, около 70 см высотой, корзинки тёмно-бордового цвета, около 6 см в диаметре; цветение в сентябре. Данный сорт рекомендуется выкапывать перед промерзанием почвы и хранить в холодном (+2 — +6 °C), желательно светлом помещении. При относительную влажности не выше 80 %[7].
- 'Чебурашка' ('Cheburashka'). Класс помпоновидных. Группа махровых. Куст низкорослый, высотой 35—40 см, прямостоячий, многостебельный. Листья средних размеров, тёмноокрашенные. Облиственность куста почти полная. Часто не успевает процвести в открытом грунте до заморозков. Соцветие помпонное или полушаровидное, махровое, окраска от свекольно-сиреневой до лилово-фиолетовой или малиновой (в зависимости от освещенности и погодных условий). Цветёт с октября по ноябрь, большую часть срока в защищённом грунте. Отрастание корневой поросли удовлетворительное. В Подмосковье зимует на защищённых от ветра живой изгородью или постройками участках. Применяется для озеленения застеклённых террас в загородных домах, коттеджах. Может зимовать (с декабря по март) в сухом подвале или на террасе отапливаемого дома[53]. Согласно другому источнику: куст шаровидный, высотой до 55 см; соцветия шаровидные, сиренево-малиновые, до 4 см в диаметре. Цветение со второй декады сентября[1][6].

## Э
- 'Эвелин Буш'. Срезочный сорт. Зимостойкость высокая[5].
- 'Элен'. Срезочный сорт, куст до 1,2 м высотой, с крупными белыми махровыми соцветиями с желтоватым центром, среднего срока цветения[10]. Зимостойкость высокая[5].

## Ю
- 'Юбилейная'. Куст компактный, до 50 см высотой; корзинки махровые, 8—10 см в диаметре, терракотово-сиренево-розовые; цветёт в августе; плодоносит[7].
- 'Юность'. Зимостойкость очень высокая[5].
- 'Юрий Богатиков'. Класс Простые, немахровые. Куст сильно раскидистый, высотой 40-50 см. Побеги тонкие, упругие, листья средних размеров, зелёные. Соцветия тёмно-красные, диаметром до 8 см. Цветет очень обильно с середины октября до морозов. Корневая поросль отрастает хорошо. Рекомендуется для вазонной культуры[15].

## Я
- 'Яна' ('Jana'). Куст полушаровидный, высотой до 50 см. Соцветия махровые, шаровидные, кремово-розовые, до 4 см в диаметре. Цветение с середины сентября[1].
- 'Яблоневый цвет'.
- 'Янтарная Леди' — куст около 80 см высотой, корзинки бронзово-жёлтого цвета, около 9 см в диаметре; цветение в сентябре.
- 'Янтарь' — куст плотный, компактный, около 50 см высотой, даёт корневую поросль; корзинки махровые, ярко-жёлтого цвета, около 7,5 см в диаметре[7].
- 'Ярославна' Недолужко А. И., оригинатор: ГУ Ботанический сад-институт ДВО РАН, 1993. Куст высотой 65-70 см, сомкнутый, сильнооблиствённый, с очень прочными цветоносами. Соцветие махровое, ярко-жёлтое, плотное, диаметром 5,5 см, на растении 360—400 соцветий. Цветёт с 13 октября в течение 17 дней. Устойчив к септориозу, ржавчине. Универсальный[2].